# Fyresdal
Fyresdal es un municipio situado en la provincia de Telemark, en Noruega. Tiene una población estimada, a inicios de 2024, de 1256 habitantes.
Fue fundado el 1 de enero de 1838 con el nombre de Moland.

## Información general

### Nombre
La forma en nórdico antiguo del nombre era Fyrisdalr. El primer elemento es el caso genitivo del nombre del lago Fyrir (ahora llamado Fyresvatn). El último elemento es dalr que significa "valle". El nombre del lago se deriva de la palabra fura, que significa "pino". Por lo tanto, Fyresdal significa "el valle del pino". Antes del 1879, el municipio fue denominado Moland.

### Escudo de armas
El escudo de armas es moderno. Se le concedió en 1992. El escudo muestra dos grandes hachas de color plata sobre un fondo verde. Fue elegido para representar la silvicultura del municipio.

## Historia

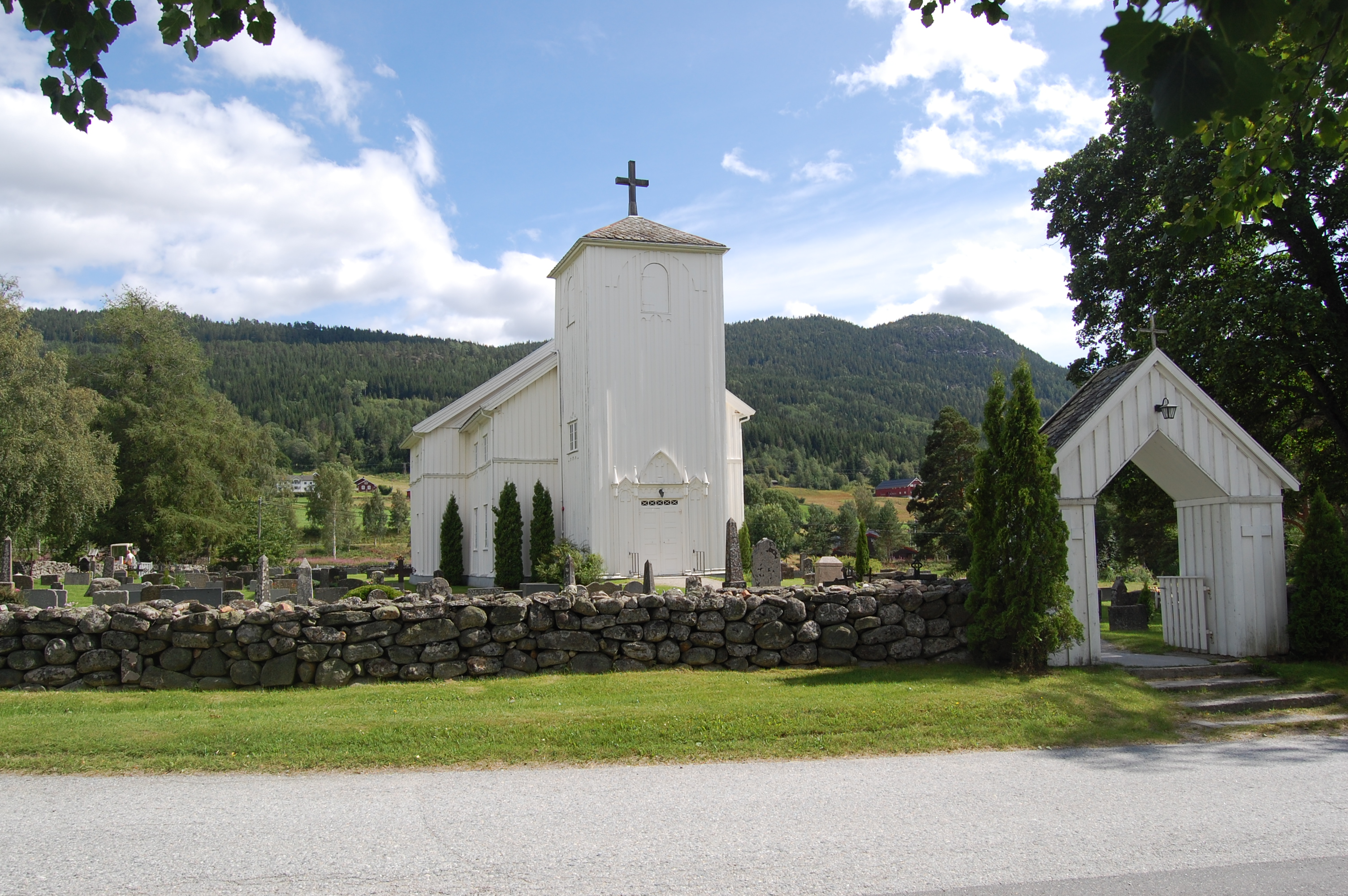
Iglesia de Moland

Fyresdal es conocido por sus numerosos hallazgos de la época de los vikingos, así como por sus tumbas de vikingos poderosos, y la antigua iglesia peregrina que se levantó al norte del pueblo. La gente viajaba a esta iglesia desde toda Noruega e incluso de algunos lugares de Europa, puesto que se decía que la corriente que soplaba detrás de la iglesia tenía poderes curativos.

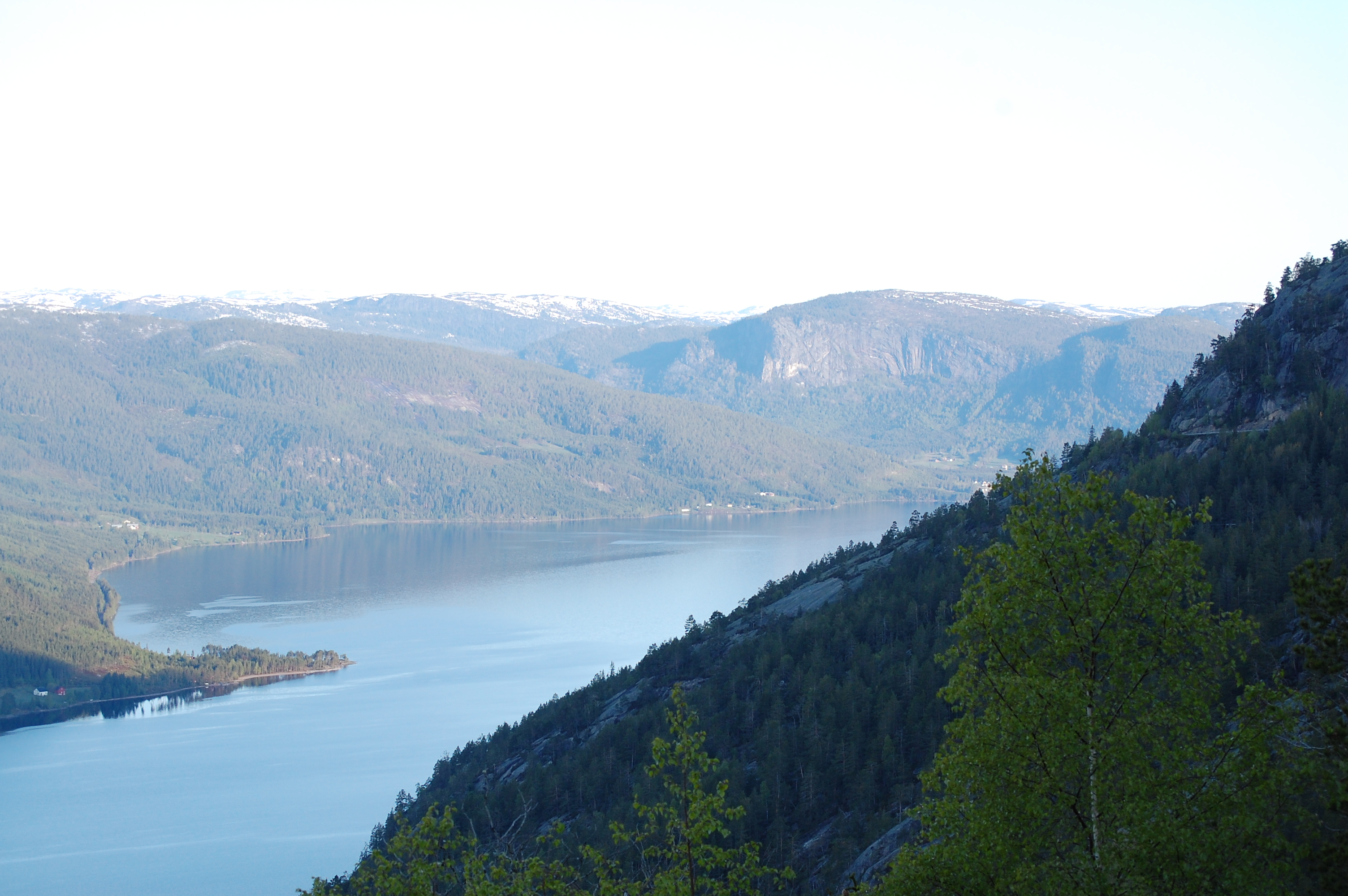
El lago Fyresvatn

A pocos kilómetros al sur del centro administrativo se encuentra la iglesia de Heggland (en noruego, Heggland Kyrkje), donde se encuentra la Molandsmoen, una piedra con inscripciones rúnicas. El motivo de estas inscripciones son las batallas a caballo que llevaban a cabo los vikingos allí. En la montaña de Klokkarhamaren se ubica una cueva llamada Munkhola. Se cree que hubo un cierto número de monjes que vivieron en ella durante la Edad Media .

## Geografía
El municipio de Fyresdal se compone de varios pequeños pueblos al norte de la cabecera  municipal, en el valle principal, y en las orillas oeste y sudeste del lago Fyresvatn, uno de los lagos más profundos de Noruega. El centro municipal del municipio es Moland. Allí se ubica  la asamblea municipal, la escuela, la casa de la comunidad, las escuelas cuna, la casa de mayores y la mayoría de los comercios del pueblo. Moland es el pueblo más poblado de Fyresdal.
Fyresdal es uno de los municipios más occidentales de Telemark. Limita con los municipios de Tokke, Kviteseid, y Nissedal en el condado de Telemark. También limita con los municipios de Åmli, Bygland, y Valle en el condado de Aust-Agder.

## Economía
La mayoría de los habitantes del municipio trabaja en la agricultura, la silvicultura, el comercio, la industria y el turismo. No obstante, la mayoría de la población no vive tan solo de la agricultura o la silvicultura, sino que estas dos actividades son un ingreso secundario que se suma a otros que producen más beneficios.
La principal empresa del municipio es Telemark Kildevann, que produce agua embotellada y refrescos para el mercado nacional y el sueco. También hay un par de pequeños talleres mecánicos de alta competencia que producen piezas para la industria offshore.

## Transportes
Fyresdal tiene conexiones de autobús con las ciudades de Skien y Porsgrunn, situadas en la provincia de Telemark; Arendal, ubicada en la provincia de Aust-Agder; Bergen, situada en la provincia de Hordaland; Haugesund, ubicada en la provincia de Rogaland; y con la capital, Oslo. También hay un autobús que viaja entre Fyresdal y Dalen y el centro municipal de Tokke todos los días escolares del año.

## Nacidos en Fyresdal
- Vidkun Quisling (1887-1945), político considerado un traidor nacional por su colaboración con el gobierno nazi después de la ocupación alemana de Noruega y Dinamarca durante la Segunda Guerra Mundial. Durante la guerra ocupó el cargo de primer ministro y cuando esta finalizó fue fusilado por alta traición.[4]